# Čierna kopa (Góry Lewockie)
Čierna kopa (1180 m) – szczyt na wschodnim krańcu Gór Lewockich na Słowacji. Wznosi się nad miejscowościami Krásna Lúka i  Bajerovce. Stoki północno-wschodnie opadają na Spišsko-šarišské medzihorie, spływają z nich Kucmanovskẏ potok, Črhľa i Goduša. Stoki północno-zachodnie opadają do dolinki potoku Ľubotínka, z południowo-zachodnich spływa potok Zatrichovec Przez szczyt Čiernej kopy biegnie Wielki Europejski Dział Wodny między zlewiskami Bałtyku i Morza Czarnego.
Čierna kopa to długi masyw górski, porośnięty lasem, ale z licznymi polanami, przeważnie zarastającymi lasem. Polany te to pozostałości dawnych hal powstałych w okresie kolonizacji wołoskiej Wielka polana, ale silnie już zarastająca lasem znajduje się na rozległej kopule szczytowej i północno-zachodnim grzbiecie łączącym Čierną kopę z Kuligurą (1250 m).
Góry Lewockie od początku lat 50. XX wieku były wielkim poligonem wojskowym. W 2005 r. poligon zamknięto i rozpoczęło się oddawanie terenów miejscowej ludności i władzom administracyjnym. Nadal jednak Góry Lewockie są dla turystów bardzo słabo udostępnione.